# Glenfield (Dakota Północna)
Glenfield – miasto w Stanach Zjednoczonych, w stanie Dakota Północna, w hrabstwie Foster.